# Теон Александрийский
Те́он Александри́йский (др.-греч. Θέων ὁ Ἀλεξανδρεύς, лат. Theon; около 335 — около 405) — греческий учёный-математик эпохи позднего эллинизма, философ и астроном, живший в Александрии, Египет. Он редактировал и упорядочивал «Начала» Евклида и писал комментарии к работам Евклида и Клавдия Птолемея. Его дочь Гипатия также прославилась как математик, астроном и механик. Согласно Суде, Теон был управителем Александрийской библиотеки.

## Биография
Теон жил в Александрии в IV веке, преподавал астрономию и математику, заведовал знаменитой Александрийской библиотекой. О жизни Теона известно очень мало. Он делал предсказания и наблюдения солнечных и лунных затмений в 364 году, которые показывают, что он был активен в то время, и он, как говорят, жил во время правления Феодосия I.
«Суда», римская энциклопедия X века, называет Теона «человеком Мусейона». Школа Теона была исключительной, очень престижной и доктринально консервативной. Ни Теон, ни его дочь Гипатия, по-видимому, не имели никаких связей с воинствующими ямвлихскими неоплатониками, которые преподавали в Александрийском серапеуме и вместо этого предпочитали плотиновский неоплатонизм.
Теон был отцом математика Гипатии, которая сменила его на посту главы школы. Теон посвятил свой комментарий к Альмагесту мальчику по имени Епифаний, который, возможно, был его сыном. Кроме того, в своём комментарии к Альмагесту он утверждает, что его дочь Гипатия внесла свой вклад в III книгу Альмагеста, заявив, что «издание было подготовлено философом, моей дочерью Гипатией».
Теон наиболее известен тем, что он издал «Начала» Евклида в своей редакции. Самая ранняя рукопись этой редакции хранится в Ватикане. Сравнение с другими манускриптами показало, что Теон пытался во многих местах «улучшить» сочинение Евклида, внося изменения прямо в оригинальный текст. Есть предположение, что труд «Катоптрика», приписываемый Евклиду, также представляет собой редакцию, выполненную Теоном.
Из других его работ большую ценность представляют комментарии к «Альмагесту» Птолемея и к трудам поэта Арата Солийского. В комментарии к «Альмагесту» Теон предложил объяснение предварения равноденствий.
Теон упоминал также не дошедшие до нас сочинения Диофанта и других авторов, благодаря чему можно получить представление об их содержании. Ряд биографов предполагает, что часть комментариев Теона создавалась при участии его дочери Гипатии.
Именем учёного назван лунный кратер Теон Младший.

## Работы

### Отредактированные работы
Известно, что Теон редактировал Элементы Евклида. Возможно, он также редактировал некоторые другие работы Евклида и Птолемея, хотя здесь доказательства менее достоверны. Издания, приписываемые Теону, таковы:
- Начала Евклида. Издание Теона «Начала» было единственной известной версией, пока Франсуа Пейрар не обнаружил более старую копию «Начал» в Ватиканской библиотеке в 1808 году[10]. Сравнение двух версий показывает, что издание Теона пытается устранить трудности, которые могут возникнуть у учащихся при изучении текста[11]. Поэтому он усиливал текст Евклида всякий раз, когда ему казалось, что аргумент был слишком кратким; пытался стандартизировать способ, которым Евклид писал; и он исправлял ошибки в тексте, хотя иногда и вносил свои собственные ошибки[2]. Томас Литтл Хит отмечает, что правки Теона включают в себя «удивительно близкие приближения (выраженные в шестидесятеричных дробях)»[12].
- Удобные таблицы Птолемея. Сборник астрономических таблиц, первоначально составленный Птолемеем[13]. В наше время часто утверждается, что Теон редактировал этот текст[14]. Однако ни в одной из сохранившихся рукописей не упоминается Теон[15], и данные свидетельствуют о том, что сохранившиеся таблицы должны быть очень похожи на таблицы, предоставленные Птолемеем[13][14]. Однако считалось возможным, что его дочь Гипатия редактировала (или проверяла) Удобные таблицы, поскольку Суда ссылается на её работу над «Астрономическим каноном»[15].
- Оптика Евклида. Работа Евклида по оптике сохранилась в двух версиях, и было доказано, что одна версия может быть изданием Теона[16].

### Комментарии
Из его сохранившихся комментариев, можно привести следующие:
- Комментарий к Дате Евклида. Эта работа написана на относительно продвинутом уровне, поскольку Теон склонен сокращать доказательства Евклида, а не усиливать их[2] .
- Комментарий к Оптике Евклида. Считается, что эта работа начального уровня состоит из конспектов лекций, составленных учеником Теона[2].
- Комментарий к Альмагесту. Первоначально это был комментарий ко всем тринадцати книгам Альмагеста Птолемея, но теперь отсутствует книга 11 и большая часть книги 5. Комментарий представляет собой переработку собственных лекционных заметок Теона и полезен главным образом для включения информации из утраченных произведений таких писателей, как Папп Александрийский[1]. Это также полезно для объяснения Теоном греческого метода работы с шестидесятеричной системой, поскольку он был применен к вычислениям[2].
- Большой комментарий к Удобным таблицам Птолемея. Эта работа частично сохранилась. Первоначально она состояла из 5 книг, из которых сохранились 1-3 книги и начало четвёртой книги. Он описывает, как использовать таблицы Птолемея, и даёт подробные сведения о причинах, лежащих в основе вычислений[1].
- Небольшой комментарий к Удобным таблицам Птолемея. Эта работа полностью сохранилась. Она состоит из одной книги и предназначена как учебник для студентов[1]. В этой работе Теон упоминает, что некоторые (неназванные) древние астрологи полагали, что предварение равноденствий вместо того чтобы быть устойчивым бесконечным движением, оно меняет направление каждые 640 лет, и что последний разворот был в 158 году до нашей эры[17]. Теон описывает, но не поддерживает эту теорию. Эта идея вдохновила Сабита ибн Курру в IX веке создать теорию воления, чтобы объяснить вариацию, которая, как он (ошибочно) полагал, влияет на скорость предварения равноденствий[17].
- Комментарий к Арату. Некоторые дошедшие до нас схолии о Фаэноменах Арата с сомнением приписываются Теону[6].

### Оригинальные работы
- Трактат об астролябии. И Суда, и арабские источники приписывают Теону работу над астролябией. Эта работа не сохранилась, но, возможно, это был первый в истории трактат об астролябии, и он был важен для передачи греческих знаний об этом инструменте в более поздние века. Дошедшие до нас трактаты об астролябии греческого ученого VI-го века Иоанна Филопона и сирийского ученого VII-го века Севера Себохта в значительной степени опираются на труды Теона[18].
- Катоптрики. Авторство этого трактата, приписываемого Евклиду, это утверждение оспаривается[19]. Утверждалось, что Теон написал или составил его[2]. Катоптрики касается отражения света и образования изображений зеркалами[19].

Среди утраченных трудов Теона Суда упоминает «О знаках и наблюдении за птицами и крики ворон»; «О восходе собаки [-звезды]»; и «О разливе Нила».